# Lago Claret
Lago Claret (auch: Laguna Claret) ist ein Kratersee auf der Insel Bioko im Nordteil des afrikanischen Staates Äquatorialguinea.

## Geographie
Der See liegt im Zentrum im Parque nacional de Pico Basilé und südwestlich des Hauptgipfels Pico Basile (Pico de Santa Isabel), oberhalb der Westküste der Insel bei Basacato del Oeste auf ca. 1063 m Höhe über dem Meeresspiegel.